# Dirty Diana
"Dirty Diana" este un single al cântărețului american Michael Jackson, cu participarea chitaristui Steve Stevens. Este cea de-a noua piesă de pe al șaptelea album al lui Jackson, Bad. Cântecul a fost lansat de Epic Records pe 18 aprilie 1988, fiind al cincilea single de pe album. "Dirty Diana" a fost scris și co-produs de Jackson, și produs de Quincy Jones.

## Lista pieselor
7" single, 12" maxi
1. "Dirty Diana" — 4:42
2. "Dirty Diana" (instrumental) — 4:42

3" CD single
1. "Dirty Diana" (single edit) — 4:42
2. "Dirty Diana" (instrumental) — 4:42
3. "Dirty Diana" (versiunea de album) — 4:52

CD-maxi single
1. "Dirty Diana" — 4:42
2. "Dirty Diana" (instrumental) — 4:42
3. "Bad" (Dance Extended Mix Includes False Fade) — 8:24

CD side
1. "Dirty Diana" — 4:40
2. "Dirty Diana" (instrumental) — 4:40

DVD side
1. "Dirty Diana (videoclip) — 5:08

## Performanța în clasamente
| Clasament (1988)                       | Poziții în topuri |
| -------------------------------------- | ----------------- |
| Australia (ARIA)                       | 30                |
| Austria (Ö3 Austria Top 40)            | 7                 |
| Belgia (Ultratop 50 Flanders)          | 1                 |
| Belgium (VRT Top 30 Flanders)          | 1                 |
| Canada Adult Contemporary Tracks (RPM) | 14                |
| Canada Top Singles (RPM)               | 5                 |
| Europe (Eurochart Hot 100)             | 1                 |
| Franța (SNEP)                          | 9                 |
| Germania (Media Control Charts)        | 3                 |
| Ireland (IRMA)                         | 3                 |
| Italy (FIMI)                           | 23                |
| Olanda (Dutch Top 40)                  | 2                 |
| Olanda (Single Top 100)                | 2                 |
| Noua Zeelandă (Recorded Music NZ)      | 5                 |
| Poland (LP3)                           | 1                 |
| Elveția (Schweizer Hitparade)          | 3                 |
| UK Singles (Official Charts Company)   | 4                 |
| US Billboard Hot 100                   | 1                 |
| US Billboard Hot Black Singles         | 8                 |
| US Cash Box                            | 1                 |

| Clasament (2006)                     | Poziții în topuri |
| ------------------------------------ | ----------------- |
| Australia (Kent Music Report)        | 60                |
| Franța (SNEP)                        | 62                |
| Ireland (IRMA)                       | 20                |
| Italia (FIMI)                        | 6                 |
| Olanda (Single Top 100)              | 22                |
| Spania (PROMUSICAE)                  | 1                 |
| UK Singles (Official Charts Company) | 17                |

| Clasament (2009)                          | Poziții în topuri |
| ----------------------------------------- | ----------------- |
| Austria (Ö3 Austria Top 40)               | 22                |
| Belgium (Back Catalogue Singles Flanders) | 6                 |
| Canada (Hot Canadian Digital Singles)     | 60                |
| Danemarca (Tracklisten)                   | 5                 |
| Franța (SNEP) Download Chart              | 18                |
| Olanda (Single Top 100)                   | 23                |
| Norvegia (VG-lista)                       | 17                |
| Suedia (Sverigetopplistan)                | 29                |
| Elveția (Schweizer Hitparade)             | 13                |
| UK Singles (Official Charts Company)      | 26                |
| US Billboard Hot Digital Songs            | 32                |

### Clasamente anuale
| Clasament (1988)                  | Poziția |
| --------------------------------- | ------- |
| Austria (Ö3 Austria Top 40)       | 9       |
| Belgium (Ultratop 50 Flanders)    | 9       |
| France (SNEP)                     | 52      |
| Netherlands (Dutch Top 40)        | 33      |
| Netherlands (Mega Single Top 100) | 31      |
| Switzerland (Schweizer Hitparade) | 6       |
| US Billboard Hot 100              | 61      |
| US Cash Box                       | 18      |